# Tiroteos de Cetiña de 2025
El 1 de enero de 2025, un hombre mató a doce personas e hirió a otras cuatro durante cinco tiroteos separados en Cetiña, Montenegro. Se suicidó más tarde ese mismo día. Es el tiroteo masivo más mortífero en la historia del país y el segundo tiroteo masivo en Cetiña después del tiroteo de 2022.

## Tiroteos
El 1 de enero de 2025, alrededor de las 17:30 hora local, estalló una pelea en un bar de Cetiña. Después de la pelea, un hombre identificado como Aco Martinović (montenegrino: Ацо Мартиновић), de 45 años, abandonó el lugar y regresó a su casa para recuperar su arma. Martinović regresó al restaurante y abrió fuego, matando a cuatro hombres e hiriendo gravemente a otros cuatro. Luego se trasladó a otro lugar, matando a cuatro personas más. Escapó de nuevo y se trasladó a dos lugares más, donde mató a dos niños y dos adultos. Entre los muertos se encontraban el dueño del bar y sus dos hijos, de 8 y 13 años.
Las autoridades bloquearon las carreteras de Cetiña para buscar al sospechoso, mientras se desplegaban fuerzas especiales para ayudar. Posteriormente se confirmó que varios de los muertos habían sido asesinados en el pueblo de Bajice. Después de ser rodeado por la policía, el sospechoso se disparó en la cabeza cerca de su casa, en el suburbio de Cetiña de Humci, y murió mientras era trasladado a un hospital. en la mañana del 2 de enero. Varias de las víctimas fueron trasladadas a un hospital en Podgorica, y cuatro de ellas se encontraban en estado crítico.
Martinović había sido detenido en el pasado por posesión ilegal de armas de fuego, así como por violencia doméstica. También había recibido una sentencia suspendida en 2005 por comportamiento violento. Se le describió como alguien que había «consumido bebidas alcohólicas todo el día» antes del tiroteo.
La policía recuperó una pistola de 9 mm, 37 casquillos y 80 municiones adicionales del pistolero en el lugar.

## Víctimas
Trece personas, incluido el autor del delito, murieron y otras cuatro resultaron gravemente heridas, con heridas que pusieron en peligro su vida. Entre las víctimas había dos niños de 8 y 13 años y dos familiares del cantante y ganador del premio Zvezde Granda Darko Martinovic.

## Reacciones
El presidente Jakov Milatović dijo que estaba conmocionado y aturdido por la tragedia, tuiteando que «en lugar de alegría navideña... nos ha invadido la tristeza por la pérdida de vidas inocentes». El primer ministro Milojko Spajić visitó el hospital donde estaban siendo tratadas algunas de las víctimas y anunció tres días de luto nacional y la cancelación de las celebraciones programadas de Año Nuevo. El gobierno anunció que consideraría endurecer las regulaciones sobre la posesión de armas de fuego. El ministro del Interior, Danilo Šaranović, dijo que el tiroteo fue una «consecuencia de las relaciones interpersonales perturbadas».
El 3 de enero, el Consejo de Seguridad Nacional anunció nuevas medidas de seguridad para las armas, que incluyen nuevos controles psicológicos y de seguridad para los propietarios de armas registrados y severos castigos para los poseedores ilegales de armas al final de una amnistía de dos meses para que entreguen sus armas de fuego. Ese mismo día, 200 personas protestaron frente a la sede del gobierno en Podgorica exigiendo la dimisión de los altos funcionarios de seguridad por el tiroteo.